# Strzelce Wielkie (gmina)
Pour les articles homonymes, voir Strzelce Wielkie.
Strzelce Wielkie est une gmina (commune) rurale (gmina wiejska) du powiat de Pajęczno, dans la Voïvodie de Łódź, dans le centre de la Pologne.
Son siège administratif (chef-lieu) est le village de Strzelce Wielkie, qui se situe environ 11 kilomètres (km) à l'est de Pajęczno (siège du powiat) et 75 kilomètres au sud de la capitale régionale Łódź (capitale de la voïvodie).
La gmina couvre une superficie de 77,66 km2 pour une population de 4 856 habitants en 2007.

## Géographie
La gmina inclut les villages et localités de :

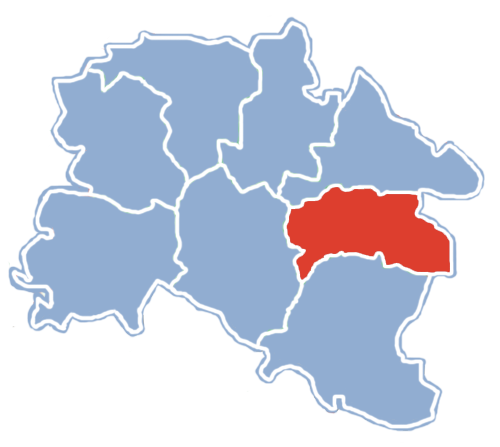
Localisation de la gmina dans le powiat de Strzelce Wielkie

- Antonina
- Dębowiec Mały
- Dębowiec Wielki
- Górki
- Marzęcice
- Pomiary
- Skąpa
- Strzelce Wielkie
- Wiewiec
- Wistka
- Wola Jankowska
- Wola Wiewiecka
- Zamoście-Kolonia
- Zamoście-Wieś

### Gminy voisines
La gmina de Strzelce Wielkie est voisine des gminy suivantes :
- Ładzice
- Lgota Wielka
- Nowa Brzeźnica
- Pajęczno
- Rząśnia
- Sulmierzyce

## Administration
De 1975 à 1998, la gmina était attachée administrativement à l'ancienne voïvodie de Piotrków.

Depuis 1999, elle fait partie de la nouvelle voïvodie de Łódź.

## Structure du terrain
D'après les données de 2007, la superficie de la commune de Strzelce Wielkie est de 77,66 kilomètres carrés, répartis comme telle :
- terres agricoles : 82 %
- forêts : 10 %

La commune représente 9,70 % de la superficie du powiat.

## Démographie
Données du 31 décembre 2007 :
| Description        | Total  | Total | Femmes | Femmes | Hommes | Hommes |
| ------------------ | ------ | ----- | ------ | ------ | ------ | ------ |
| Unité              | Nombre | %     | Nombre | %      | Nombre | %      |
| Population         | 4 856  | 100   | 2 460  | 50,7   | 2 396  | 49,3   |
| Densité (hab./km²) | 63     | 63    | 32     | 32     | 31     | 31     |